# Georges Braunschweig (Fotograf)

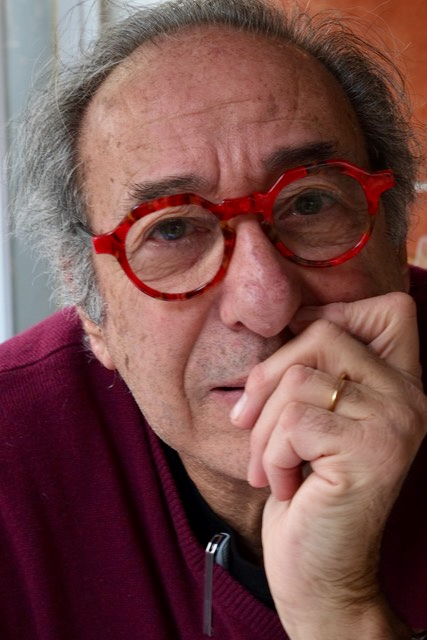
Georges A. Braunschweig (2019)

Georges Albert Braunschweig, in den 1970er Jahren auch Georgyves Braunschweig, (geboren am 9. Dezember 1944 in Lausanne) ist ein Schweizer Fotograf mit einem Schwerpunkt in der Porträtfotografie. Er fotografiert seit 1970 beim Montreux Jazz Festival und erlangte Bekanntheit für seine Porträts internationaler Jazzmusikerinnen und -musiker.

## Leben
Georges Braunschweigs Eltern waren Rita (geborene de Castro) und Emmanuel Braunschweig, sein Vater war im Textilhandel tätig. Braunschweig wuchs in Lausanne auf und besuchte dort die Schule. Er hat einen Bruder, Yves, der als Architekt und Finanzberater ebenfalls in Lausanne lebt.
In den Jahren 1971 bis 1972 nutzte er das Pseudonym Yves-Georges Braunschweig und von 1974 bis 1976 den Künstlernamen Georgyves Braunschweig – Yves ist eigentlich der Name seines Bruders. Da er parallel zunächst einige Jahre im Einzelhandel tätig war, ehe er sich ausschliesslich dem Fotografieren widmete, wollte er eigenen Aussagen zufolge Ärger mit seinem Chef vermeiden. Später zeichnete er seine Bilder nur noch als Georges Braunschweig, und in jüngerer Zeit als Georges A. Braunschweig.
Er ist seit 1976 mit Martine Braunschweig (geborene Guy) verheiratet. Das Paar hat zwei Töchter. Er lebt in seiner Geburtsstadt Lausanne.

## Werk
Braunschweig absolvierte nie eine fotografische Ausbildung, sondern eignete sich den Beruf als Autodidakt an. Eigenen Aussagen zufolge entdeckte er durch den Film «Jazz an einem Sommerabend» mit 16 Jahren die Jazzmusik für sich und begann sich für die Jazzveranstaltungen von Claude Nobs zu interessieren. Als sein erstes verkauftes und publiziertes Foto gilt eine Aufnahme aus dem Jahr 1970. Er fotografierte Roberta Flack im Rahmen einer von Nobs kuratierten Jazz-Konzertreihe in Montreux im Zusammenhang mit dem Rose-d’Or-Festival. In der Folge, ab 1970, porträtierte Braunschweig als offizieller Festivalfotograf regelmässig Musikerinnen und Musiker beim Montreux Jazz Festival. Im Rahmen dieser Tätigkeit steuerte er zahlreiche Fotografien zu Albumcovern von Künstlern wie Ella Fitzgerald, Bill Evans, Earl Hines, Astor Piazzolla, Lou Reed, Van Morrison und weiteren bei. Ebenso sind viele Bilder von Braunschweig in den Buchpublikationen des Montreux Jazz Festivals sowie in der dreiteiligen Dokumentarfilmreihe They all came out to Montreux zu finden. Daneben befasst sich Braunschweig mit der Tanzfotografie, etwa für das Béjart Ballet Lausanne und die Compagnie Julio Arozarena in Lausanne.
Eine Besonderheit von Braunschweigs Arbeitsweise ist, dass er die Künstler nicht nur bei ihrem Auftritt, sondern bereits in Soundcheck und Proben mit der Kamera begleitet. Ein weiteres Sujet, vor allem in den 1970er Jahren, war neben dem Jazz auch der Zirkus. Der Journalist Dominique Vollichard beschrieb 1977 seine in der Solo-Ausstellung Gens du cirque et du jazz versammelten Fotografien wie folgt: «Eine doppelte Welt des Spektakels, in der sich Momente der Pracht und der Emotionen abwechseln, die der Fotograf aufspürt und sammelt. Er arbeitet wie ein Reporter, der den Bruchteil einer Sekunde erfasst, der die Kraft des Augenblicks offenbart, auf eine sehr einfache, unaufdringliche Art und Weise. Seine Annäherung an das Motiv ist direkt und fein, oft diskret humorvoll, und er zeigt auch die Tiefe des menschlichen Gesichtsausdrucks, der sich im Falle der Fotos von Jazzmusikern durch die Musik verwandelt, oder auf sehr edle und nüchterne Weise Zärtlichkeit und Humor durchscheinen lässt.»
Über ein im März 2014 begonnenes Digitalisierungsprojekt des Montreux Jazz Festival in Zusammenarbeit mit der École polytechnique fédérale de Lausanne ist ein Grossteil seines Fotoarchivs der Öffentlichkeit über die als UNESCO-Weltdokumentenerbe ausgezeichnete Datenbank zugänglich, die im Montreux Jazz Café eingesehen werden kann.

## Preise und Auszeichnungen
- 2021: Gewinnerauswahl für Jazz World Photo[15]

## Publikationen
- Alain Dister: Jazz et Photographie. Mit Fotografien von Georges Braunschweig, Henri Cartier-Bresson, Jean-Philippe Charbonnier und weiteren. Reihe: L’Hebdo présente. Editions Ringier, Lausanne/Paris 1984.
- Yves le Floc’h, Emmanuel Gétaz, Danielle Wannaz, Laurence Basset: Montreux Jazz Festival. 1967–1996. Editions du Chêne, Paris 1996, ISBN 2-85108-976-5.
- Claude Nobs, Perry Richardson: Live from Montreux. Unbeveevable. 40 years of music from the Montreux Jazz Festival. 4 Bände. A Publishing, London 2007.
- Arnaud Robert, Salomé Kiner: Montreux Jazz Festival. 50 Summers of Music. Montreux Jazz Festival/Éditions Textuel, Paris 2016, ISBN 978-2-84597558-3.

## Ausstellungen (Auswahl)
- 1977: Gens du cirque et du jazz, Atelier Image, Lausanne
- 1984: Jazz et Photographie, mit Henri Cartier-Bresson, Jean-Philippe Charbonnier und weiteren, Musée d’art moderne, Paris und Centre de congrès et d'expositions de Montreux, Montreux
- 1986: Jazz Photographies, mit Dany Gignouox, Edouard Curchod, Philippe Dutoit, Jacques Straesslé, Galerie du Centre d'enseignement photographique professionnel (CEPP), Yverdon-les-Bains[16]
- 2011: Galerie Brachard, Genf
- 2013: Les grands du Jazz, Galerie Meylan, Vevey
- 2018: Les Yeux de Montreux Jazz. 45 Jahre backstage. Im Rahmen der Photo18, Zürich Oerlikon[17]
- 2021: Jazz World Photo (Gruppenausstellung)